# Utterbackia peggyae
Utterbackia peggyae är en musselart som först beskrevs av R. I. Johnson 1965.  Utterbackia peggyae ingår i släktet Utterbackia och familjen målarmusslor. Inga underarter finns listade i Catalogue of Life.